# Dainius Trinkūnas
Dainius Trinkūnas (ur. 25 lipca 1931 w Szawlach, zm. 30 listopada 1996 w Wilnie) – litewski pianista, pedagog, działacz kulturalny i polityk, minister kultury Litewskiej SRR w latach 1988–1990, minister kultury i edukacji Litwy od 1992 do 1994.

## Życiorys
Po ukończeniu w 1949 szkoły muzycznej w Szawlach studiował w Litewskim Konserwatorium Państwowym w Wilnie. Dyplom uzyskał w 1955. Pracował następnie jako nauczyciel w szkole muzycznej w Szawlach, a od 1958 był wykładowcą w Litewskim Konserwatorium Państwowym. W latach 1960–1970 kierował wileńską szkołą sztuk im. Mikalojusa K. Čiurlionisa. Od 1970 do 1973 był dyrektorem litewskiej filharmonii w Wilnie. Od 1973 pełnił funkcję zastępcy ministra, a w latach 1988–1990 ministra kultury Litewskiej SRR.
Od 1992 do 1994 był ministrem kultury i edukacji w gabinetach Bronislovasa Lubysa i Adolfasa Šleževičiusa, następnie w 1994 w drugim z nich pełnił funkcję ministra kultury.